# Just Like Us!
| Оценки критиков | Оценки критиков |
| Источник        | Оценка          |
| --------------- | --------------- |
| Allmusic        | [ 2 ]           |
| Rolling Stone   | [ 3 ]           |

Just Like Us! — четвёртый студийный альбом американской поп-рок-группы Paul Revere & the Raiders, вышедший 3 января 1966 года под лейблом Columbia Records. Продюсером альбома выступил Терри Мелчер. Отдельным синглом вышла песня «Just Like Me». В отличие от более поздних альбомов, где ведущим вокалистом выступал Марк Линдсей, на Just Like Us! ведущие вокальные партии были поделены между гитаристом Дрейком Левином, басистом Филом Волком и барабанщиком Майком Смитом.

## Выпуск и коммерческий успех
Just Like Us! был первым альбомом группы, выпущенным после того, как группа стала регулярно появляться в телевизионном варьете-шоу 1960-х годов Where the Action Is. Альбом занял пятое место в чартах Billboard 200.
6 января 1967 года Американская ассоциация звукозаписывающих компаний (RIAA) присвоила альбому статус «золотого». Оболожка диска была выполнена из фотографий фотосессий Гая Вебстера, проходивших на ранчо актёра Кларка Гейбла в Энсино, штат Калифорния.
В 1998 году альбом был переиздан лейблом Sundazed Records с тремя бонус-треками.

## Список композиций

### Сторона 1
1. «Steppin' Out» — 2:13
2. «Doggone[англ.]» — 2:50
3. «Out of Sight» — 2:35
4. «Baby, Please Don't Go[англ.]» — 2:30
5. «I Know» — 2:30
6. «Night Train[англ.]» — 2:30

### Сторона 2
1. «Just Like Me[англ.]» — 2:23
2. «Catch the Wind[англ.]» — 2:00
3. «(I Can't Get No) Satisfaction» — 3:18
4. «I'm Crying[англ.]» — 3:05
5. «New Orleans» — 2:57
6. «Action» — 1:28

### Переиздание 1998 года
1. «Steppin' Out» — 2:13
2. «Doggone» — 2:50
3. «Out of Sight» — 2:35
4. «Baby, Please Don't Go[англ.]» — 2:30
5. «I Know» — 2:30
6. «Night Train[англ.]» — 2:30
7. «Just Like Me[англ.]» — 2:23
8. «Catch the Wind[англ.]» — 2:00
9. «(I Can't Get No) Satisfaction» — 3:18
10. «I'm Crying[англ.]» — 3:05
11. «New Orleans» — 2:57
12. «Action» — 1:28
13. «Ride Your Pony» (Бонус трек)
14. «Just Like Me» (Бонус трек)
15. «B.F.D.R.E. Blues» (Бонус трек)

## Участники записи
- Марк Линдсей[англ.] — вокал, саксофон
- Дрейк Левин[англ.] — гитара
- Пол Ревир — орган
- Фил «Фэнг» Волк — бас-гитара
- Майк «Смитти» Смит — ударные

## Позиция в чартах
| Чарт (1966)        | Позиция |
| ------------------ | ------- |
| U.S. Billboard 200 | 5       |